# Choe Kyung-nok
Choe Kyung-nok fue un militar y diplomático de surcoreano.

## Biografía

### Militar
En 1938 fue voluntario suboficial en el ejército japonés.
En 1944 fue graduado en la escuela del Ejército de Toyohashi oficial de reserva, alférez.
En enero de 1946 fue graduado de la escuela Inglés militar, nombrado segundo teniente.
En julio de 1950 fue jefe de la división.
En 1951 fue comandante de la policía militar.
En 1952 fue director en el Ministerio de Defensa.
En 1953 fue director de la Academia Militar y tenía el comando del Ejército de Estados Unidos y Estado Mayor.
En 1955 fue el segundo comandante adjunto del ejército.
En 1959 fue director de la escuela de postgrado de Defensa.
En 1960 fue subdirector general de Personal.
Del agosto de 1960 a 1964 fue jefe del Estado Mayor General.
En marzo de 1961 fue el segundo comandante militar.

### Diplomático
En junio de 1961 fue incorporado a los reservistas y realizó un estudio en la Universidad George Washington.
De 1967 a 1971 fue embajador en México.
De 1971 a 1974 fue embajador en Londres.
Del 18 de septiembre de 1974 a 17 de noviembre de 1977 fue ministro de transporte.
De 1980 a 1985 fue embajador en Tokio.